# Irina Belova
Irina Nikolaevna Belova (in russo Ирина Николаевна Белова?; Angarsk, 27 marzo 1968) è un'ex multiplista russa, fino al 1991 sovietica.

## Biografia
Ai Campionati del mondo di atletica leggera 1991 vinse una medaglia di bronzo mentre l'oro andò alla tedesca Sabine Braun con 6.672 p. e l'argento a Liliana Năstase con 6.493 p.
All'Hypo-Meeting del 1991 svolto a Götzis, Austria giunse prima con 6584 p. Ai Giochi della XXV Olimpiade vinse la medaglia d'argento.
Ha detenuto per 20 anni, dal 1992 al 2012, il record mondiale del pentathlon indoor, con 4.991 punti.

## Palmarès
| Anno | Manifestazione  | Sede       | Evento     | Risultato | Misura   | Note |
| ---- | --------------- | ---------- | ---------- | --------- | -------- | ---- |
| 1991 | Mondiali        | Tokyo      | Eptathlon  | Bronzo    | 6 448 p. |      |
| 1992 | Giochi olimpici | Barcellona | Eptathlon  | Argento   |          |      |
| 1998 | Europei indoor  | Valencia   | Eptathlon  | Argento   |          |      |
| 1999 | Mondiali indoor | Maebashi   | Pentathlon | Argento   | 4 691 p. |      |